# Школьный округ тауншипа Грин
Школьный округ тауншипа Грин (англ. Green Township School District) — общественный школьный округ в округе Сассекс (штат Нью-Джерси, США). В округе тауншипа Грин обучаются учащиеся с детского сада по восьмой класс, проживающие в тауншипе Грин.
По состоянию на 2017—18 учебный год, в округе и его одной школе обучалось 436 учеников и работало 38,3 учителей (в пересчёте на полную ставку), что составляет соотношение учеников и учителей 11,4:1.
По классификации Департамента образования штата Нью-Джерси, округ входит в окружную факторную группу «I», вторую по значимости из восьми групп. Окружные факторные группы объединяют округа по всему штату, чтобы обеспечить возможность сравнения по общим социально-экономическим характеристикам местных округов. От самого низкого социально-экономического статуса к самому высокому, это категории A, B, CD, DE, FG, GH, I и J.
Учащиеся государственных школ с девятого по двенадцатый класс посещают среднюю школу в Ньютоне, вместе с учащимися из боро Андовер и тауншипа Андовер в рамках местного обмена с школьным округом Ньютона. По состоянию на 2017—18 учебный год в средней школе обучалось 719 учащихся и работало 67,5 преподавателей (в пересчёте на полную ставку), соотношение учеников и учителей составляло 10,6:1.

## История
Самая первая школа в тауншипе Грин была открыта в 1790 году недалеко от Хантсвилла, а к 1902 году в посёлке было четыре школы, в том числе и на участке Транквилити. Школа в Хантсвилле, построенная в 1865 году, находилась на пути маршрута железной дороги Делавэр, Лакаванна и Вестерн, и компания согласилась организовать строительство новой школы.

## Школа и администрация округа
По состоянию на 2018—2019 учебный год в школе Грин-Хиллс обучалось 432 ученика. Директор школы — Джон Пол Боллетт
Основными членами администрации школьного округа являются:
- Клиффорд Бернс, суперинтендант;
- Николь Сильвестр, секретарь совета директоров;
- Сюзанна Росс, руководитель службы специального образования;
- Брайан Флеминг, координатор по борьбе с буллингом;
- Дженнифер Рейнольдс, окружной координатор тестирования.

## Бюджет
| Индикатор | На учащегося                | Расходы округа | Ранг | K-8 среднее | %± относ. среднего |
| --------- | --------------------------- | -------------- | ---- | ----------- | ------------------ |
| 1A        | Общие расходы               | $17 245        | 22   | $18 891     | −8,7 %             |
| 1         | Бюджетные расходы           | 13 926         | 30   | 14 159      | −1,6 %             |
| 2         | Обучение в классе           | 8504           | 31   | 8659        | −1,8 %             |
| 6         | Вспомогательные услуги      | 1843           | 17   | 2167        | −15,0 %            |
| 8         | Административные расходы    | 1981           | 60   | 1547        | 28,1 %             |
| 10        | Эксплуатация и обслуживание | 1482           | 25   | 1612        | −8,1 %             |
| 13        | Внеклассные мероприятия     | 105            | 27   | 104         | 1,0 %              |
| 16        | Средняя зарплата учителей   | 67 465         | 53   | 61 136      |                    |

### Комментарии
1. ↑  Округа К—8 с 401—750 учащимися. Самые низкие расходы — 1, самые высокие — 64.